# ヴァンパイアハントRPG ブラッド・クルセイド
「ヴァンパイアハントRPG ブラッド・クルセイド」は、日本のテーブルトークRPG作品のシリーズ。作者は齋藤高吉・冒険企画局。新紀元社から2011年12月に発売された。

## 概要
河嶋陶一朗の考案による汎用のTRPGシステム「サイコロ・フィクション」を使用した第5弾の作品。前半がリプレイパート、後半がルールパートの構成をとる。人間社会の闇に潜む吸血鬼とそれを追う狩人たちとの戦いをテーマにした現代伝奇もののゲームであり、ゲームルールには同じ作者の『ハンターズ・ムーン』との共通点が多い。本作のルールセクションには『ハンターズ・ムーン』のデータを導入する方法も記載されている。
吸血鬼たちは人間の「幸福」の破壊を何よりの糧とし、狩人であるプレイヤーキャラクターたちを直接狙うだけでなく、彼らが大切にしているもの──家族や友人、社会的立場など──を次々と壊していくのが特徴である。

## プレイヤーキャラクター
プレイヤーは、狩人と呼ばれるキャラクターを作成する。狩人はヴァンパイアを倒すことができる武技の使い手であることが前提で、自分が得意な武器の種類によって使用できるアビリティも異なる。

### 種族
プレイヤーキャラクター（PC）の種族を決定するもの。人間、または吸血鬼とのハーフである半吸血鬼（ダンピール）から選ぶ。半吸血鬼を選んだ場合、吸血鬼の誘惑に弱くなる代わりに吸血鬼が使える「血戒」アビリティを制限つきで習得することができる。
「リトル・レクイエム」以降ではさらに変身者（クルースニク）を選ぶことが可能。変身者を選んだ場合、半吸血鬼と同様吸血鬼の誘惑に弱くなる代わりに獣の姿に変身する「変身」アビリティを習得することができる。

### 所属
PCがどのようなヴァンパイアハンター組織の一員かを決定するのが「所属」である。PCはこのうちいずれか、または無所属を選ぶことになる。
- 曙光騎士団（テンプル騎士団に連なる対吸血鬼組織）
- バベルネット（吸血鬼狩人向けSNS）
- D7（CIA傘下の超常現象調査組織）
- 滅土破戒宗（宗教関係者達の集まり）
- ウィッカーマン（謎の老人に率いられた復讐者たちのグループ）
- ヴァンデルガルデ家（吸血鬼狩人の名家の一族）

### 主武装
狩人たちの武器は以下のように大別されており、PCはこのうちのいずれかを選ぶことになる。
- 杭
- 刀剣
- 鞭
- 十字弓
- 人形
- 聖印
- 斧（「リトル・レクイエム」で追加）
- 呪符（「リトル・レクイエム」で追加）
- ハンマー（「ヴァンパイア・ハンター」で追加）
- 猫（「ヴァンパイア・ハンター」で追加）

また、「ハンターズ・ムーン」の武器を使用することもできる。

### アビリティ
ゲーム中に使う技や能力のこと。誰でも取得できる「汎用」と装備している「武器」によるものから決められた個数だけアビリティを習得することができる。また、前述のように種別によってはそれ以外のアビリティを習得することができる。
「ハピネス・マシン」以降は所属組織によって「組織」アビリティを習得することができるようになった。

## 吸血鬼
「ブラッド・クルセイド」のシナリオでは、必ずPCが倒すべき敵として吸血鬼が設定されている。
吸血鬼は人間社会に潜むための「人間の姿」と自らの力を完全に発揮できる「真の姿」の二つの姿を持ち、一つのシナリオでは吸血鬼の両方の姿を倒さなければならない。
吸血鬼も狩人とよく似たデータを持つが、能力値や専用のアビリティなどは狩人と比べはるかに強力に設定されている。

## 行為判定
六面体サイコロを2つ（2D6）使用する上方判定。
ゲーム中、ある行為の成否を判定するとき、ゲームマスター（GM）は特技表の中からふさわしい特技を指定する。判定を行うキャラクターが指定された特技を持っているとき、目標値は5となる（成功確率83%）。
指定された特技がなければ、自分の持っている特技で代用できる。この場合、両特技が表の中で何マス離れているかを数え、その数を目標値に加える（それだけ難度が増す）。

## ゲームの進行
本ゲームでは、プレイヤーの行動を均等にするために、「サイクル」という概念を使用する。各プレイヤーは1サイクルにつき1回、主要な行動を取ることができる。
具体的にどんな行動が可能かは、その時の「フェイズ」による。本ゲームでは、最初に「遭遇フェイズ」を行い、その後「追跡フェイズ」と「戦闘フェイズ」を2回繰り返す。

### 遭遇フェイズ
キャラクターが敵となる吸血鬼と遭遇するフェイズ。1サイクルで終了する。
ここでPCの初期【感情】の属性が決まる。属性には怒りと恐怖の2種があり、戦闘時のダメージのやり取りにかかわってくる。

### 追跡フェイズ
PCが吸血鬼を追いつめていくフェイズ。1ゲーム中二回行われ、それぞれ追跡フェイズA・Bと呼ぶ。追跡フェイズAは1サイクル＋［吸血鬼のレベル］シーン、追跡フェイズBは1サイクル（「ハピネス・マシン」以降はA・Bともに1サイクルのみ）で終了。
まず、PCは吸血鬼本体か、手下の「血徒」のどちらに対して攻撃を行うかを決定する。その宣言の後、吸血鬼もしくは血徒がいる場所をGMが描写し、そこにPCが登場することでシーンが開始される。
ここで吸血鬼にダメージを与えることができるが本格的な戦闘が発生することはなく、軽いダメージが与えられれば吸血鬼はすぐに撤退する。血徒に対してなら一撃で行動不能にすることが可能である。
また、追跡フェイズでは吸血鬼を攻撃するのでなく、アイテムを調達したり、自分が大切にしている「幸福」を堪能することで【モラル】を回復させることもできる。
追跡フェイズではPC一人のシーンが終了するたびに、吸血鬼側が反撃を行う「吸血シーン」が発生する（これはサイクルには数えない）。吸血シーンではPCに直接的な攻撃を行うことが可能なだけでなく、特定のPCが大切にしている「幸福」を破壊してPCの生きる希望を失わせることも可能である。ただし、吸血シーンにおいては狙われたPC以外のPCが吸血鬼の行動を妨害することもできる。
「幸福」が破壊されてしまうと、部位ダメージが発生してその「幸福」とリンクした「精神部位」に相当する特技が使えなくなる。その場合、表の中で使用不能部位の上下左右に配置された特技もまた使えなくなる。
追跡フェイズでは、PCの吸血鬼への攻撃/妨害に使用する行為判定に用いる特技はランダムに決める。具体的にどのような攻撃/妨害を行っているのかは後付けで解釈して描写することになる。
「ハピネス・マシン」以降のルールを使用する場合、PCの行動後に吸血鬼の介入が発生する可能性がある。介入が発生すると、吸血鬼は吸血シーンの行動をPCのシーン中に行うことができる。なお、PCのシーン開始時にシーンプレイヤーが「逆介入」を宣言することにより、そのシーンの最初に介入を発生させることができる。
介入の最大回数は吸血鬼のレベルによって決まっており、介入を使用しなかった回数に応じて決戦フェイズの吸血鬼の【モラル】が増加するため、吸血鬼の介入をうまく管理するのが重要となる。

### 戦闘フェイズ
吸血鬼との本格的な戦闘を行うフェイズ。ゲーム中に二回発生し、後半のものを特に決戦フェイズと呼ぶ。戦闘時のサイクルは「ラウンド」と呼ばれる。
攻撃アビリティの効果で発生したダメージは、まず目標の【モラル】を減少させる。【モラル】が0になった上で、受けたダメージが設定された基準値を越えると、部位ダメージが発生して「身体部位」に相当する特技が使えなくなる。その場合、表の中で使用不能部位の上下左右に配置された特技もまた使えなくなる。
戦闘の影響で【感情】が上昇して10、20、30のいずれかになると暴走状態に陥る。このとき属性が怒りであれば、「逆上」となり与えるダメージと被るダメージがともに増加する。恐怖であれば、「萎縮」となり行為判定にマイナス補正がつき、モラルが一定条件で回復するようになる。また、暴走の際には「激情」と呼ばれる一種のヒーローポイントを獲得できる。「激情」は自分がダイスを振った際に消費することにより、そのダイスのうちの一つを任意の目に変えることができる。
また、一部の攻撃では【モラル】ではなく【ブラッド】を減少させることもある。【ブラッド】もまた0になった上で、さらなる【ブラッド】ダメージを受けると部位ダメージが発生する。なお、【ブラッド】は血戒の分類に属するアビリティの使用でも減少する。
部位ダメージを受けるたびに無力化判定を行い、ここで失敗するとキャラクターおよび吸血鬼は無力化状態になり行動不能となる。この状態でさらに部位ダメージを受けると死亡する。
吸血鬼が無力化されるか、狩人が全員無力化・死亡すると、戦闘フェイズは終了する。ただし、吸血鬼は一回目の戦闘フェイズでは無力化されても「真の姿」になって復活することが可能である。そして「真の姿」を晒した吸血鬼を追うために二回目の「追跡フェイズ」が始まる。
暴走している場合、戦闘終了時に属性が反転する。

### 決戦フェイズ
「真の姿」となった吸血鬼と最後の戦闘を行うフェイズ。「真の姿」となった吸血鬼はそれまでより強化されている。
「真の姿」となった吸血鬼に対しては無力化したのちに死亡させなければならない。この時、「再殺武器」という特殊な武器を使用することができ、高確率でとどめを刺すことができるため、決戦フェイズに入るまでに追跡フェイズのいずれかのタイミングで再殺武器を1つ以上入手しているとシナリオのクリアが多少楽になる。

## サポート
- 「Role&Roll」 - シナリオやサポート記事が掲載されている。

## 書誌情報
- 『ヴァンパイアハントRPG　ブラッド・クルセイド』　新紀元社、2011年。ISBN 978-4775309759
- 『ブラッド・クルセイド2　ハピネス・マシン』　新紀元社、2012年。ISBN 978-4775310120
- 『ブラッド・クルセイド3　リトル・レクイエム』　新紀元社、2012年。ISBN 978-4775310489
- 『ブラッド・クルセイド4　ヴァンパイア・ハンター』　新紀元社、2012年。ISBN 978-4775310939
- 『ブラッド・クルセイド5　ビッグ・バッド・ビースト』　新紀元社、2013年。ISBN 978-4775311233
- 『ブラッド・クルセイド6　ドレッド・リージョンズ』　新紀元社、2013年。ISBN 978-4775311332